# Arnd Vogler
Arnd Vogler (* 10. November 1938; † 16. Mai 2020) war ein deutscher Chemiker.
Vogler wurde 1965 an der TU München bei Ernst Otto Fischer promoviert (Dissertation: Über Cyclopentadienyl-metall-carbonyl-Komplexe des Rutheniums und Palladiums). 1969 wurde er außerordentlicher Professor für Anorganische Chemie an der Universität Regensburg. 2004 wurde er emeritiert.
Er befasste sich mit metallorganischer Chemie und Photochemie metallorganischer Verbindungen, zum Beispiel für die Umwandlung und Speicherung von Solarenergie.

## Schriften
- als Herausgeber mit Hartmut Yersin: Photochemistry and Photophysics of Coordination Compounds. Springer 1987.